# Казаните (Айтос)
Скалното светилище Казаните се намира при скалните масиви в природен парк Славеева река в полите на източна Стара планина над град Айтос.

## Описание и особености
Вторично оформените щерни са вкопани в скалния масив разположен на върха на хълм в парк „Славеева река“. В непосредствена близост до щерните са разположени „Тримата братя“ – скални образувания, които са част от светилището, което е разположено на 200 m надморска височина.
Импозантните скални вкопавания, съдържащи голямо количество дъждовна вода от мегалитните тракийски светилища, известни и от други сакрализирани местности разположени на територията на Родопите, Странджа и източна Стара планина. Те са били обект на тълкуване, без да е доказано убедителна хипотеза за тяхното предназначение и функции. Според проф.Ана Радунчева, въпросните изкуствени водоизточници са свързани с древни култове датиращи от Енеолита. През Бронзовата и Желязната епохи събираната дъждовна вода в тези щерни е мислена като лечебна. Не само защото е небесна, но и защото е в съприкосновение със следите на митологичния персонаж, който ги е оставил или сътворил в изначалното митологично време.

## Предания и легенди
Според местна легенда т.нар. „котли“ в миналото (сега „казани“) са принадлежали на Крали Марко. Той водил героични битки по тези места и по скалите, където той стъпвал от тежките му стъпки и оставали големи вдлъбнатини, широки и дълбоки колкото казани. Легендата разказва още, че скалите наричани „Тримата братя“ са били бранители на крепостта, които заобиколени от всички страни от неприятели, се вкаменили, за да не попаднат в ръцете им. Крали Марко идвал тук, за да се храни на „котлите“ и дълго разговарял с братята за нерадостната съдба на България паднала под Турско иго.

## Опазване и консервация
Скалното образувание „Тримата братя“ е обявено за природна забележителност със Заповед №1799 от 30 юни 1972 г. на Министерство на горите и опазване на природната среда в брой 79 на Държавен вестник от 1972 г.